# Paraguai nos Jogos Olímpicos de Verão de 2024
Paraguai participou dos Jogos Olímpicos de Verão de 2024, realizados em Paris, na França. Foi a 14.ª aparição do país nos Jogos Olímpicos de Verão desde a estreia na Cidade do México 1968.
Foi representado por 29 atletas que competiram em sete esportes, mas nenhum conquistou medalhas.

## Competidores
Esta foi a participação por modalidade nesta edição:
| Esporte           | Masculino | Feminino | Total |
| ----------------- | --------- | -------- | ----- |
| Atletismo         | 1         | 1        | 2     |
| Futebol           | 19        | 0        | 19    |
| Golfe             | 1         | 0        | 1     |
| Judô              | 0         | 1        | 1     |
| Natação           | 1         | 1        | 2     |
| Remo              | 1         | 1        | 2     |
| Voleibol de praia | 0         | 2        | 2     |
| Total             | 23        | 6        | 29    |

## Desempenho

### Atletismo
- Q = Qualificado para a próxima fase
- q = Qualificado para a próxima fase como o perdedor mais rápido ou, em eventos de campo, pela posição sem atingir o alvo para qualificação
- N/A = Fase não aplicável para o evento
- Bye = Atleta não precisou disputar aquela fase

Masculino
Eventos de pista
| Atleta        | Evento | Baterias | Baterias | Repescagem | Repescagem | Semifinal   | Semifinal   | Final       | Final       | Ref.  |
| Atleta        | Evento | Tempo    | Pos.     | Tempo      | Pos.       | Tempo       | Pos.        | Tempo       | Pos.        | Ref.  |
| ------------- | ------ | -------- | -------- | ---------- | ---------- | ----------- | ----------- | ----------- | ----------- | ----- |
| César Almirón | 200 m  | 20.87    | 6        | DSQ        | DSQ        | Não avançou | Não avançou | Não avançou | Não avançou | [ 5 ] |

Feminino
Eventos de pista
| Atleta        | Evento | Preliminar | Preliminar | Baterias | Baterias | Semifinal   | Semifinal   | Final       | Final       | Ref.  |
| Atleta        | Evento | Tempo      | Pos.       | Tempo    | Pos.     | Tempo       | Pos.        | Tempo       | Pos.        | Ref.  |
| ------------- | ------ | ---------- | ---------- | -------- | -------- | ----------- | ----------- | ----------- | ----------- | ----- |
| Xenia Hiebert | 100 m  | 11.77      | 3 Q        | 11.82    | 9        | Não avançou | Não avançou | Não avançou | Não avançou | [ 6 ] |

### Futebol
Masculino
A seleção nacional masculina do Paraguai se classificou para as Olimpíadas ao vencer o Torneio Pré-Olímpico Sul-Americano Sub-23 de 2024.
Elenco
A delegação foi composta de 19 jogadores:

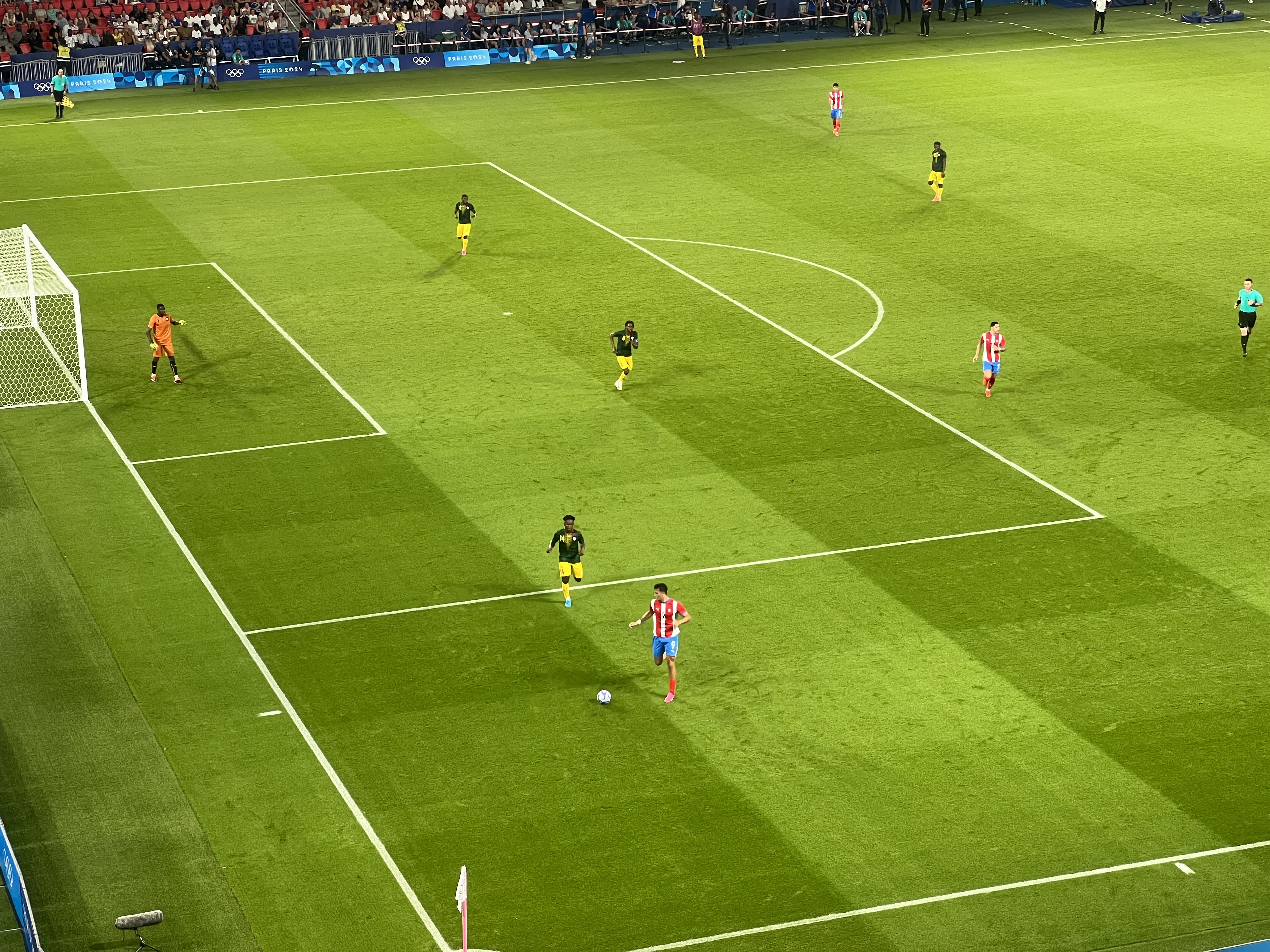
Paraguai–Mali em Paris

- Gatito Fernández
- Alan Núñez
- Ronaldo de Jesús
- Daniel Rivas
- Gilberto Flores
- Marcos Gómez
- Marcelo Fernández
- Diego Gómez
- Kevin Parzajuk
- Wilder Viera
- Enso González
- Rodrigo Frutos
- Alexis Cantero
- Fabián Balbuena
- Julio Enciso
- Fernando Román
- Gustavo Caballero
- Marcelo Pérez
- Ángel Cardozo Lucena

Fase de grupos
| Pos | Equipe   | Pts | J | V | E | D | GP | GC | SG | Classificado     |
| --- | -------- | --- | - | - | - | - | -- | -- | -- | ---------------- |
| 1   | Japão    | 9   | 3 | 3 | 0 | 0 | 7  | 0  | +7 | Quartas de final |
| 2   | Paraguai | 6   | 3 | 2 | 0 | 1 | 5  | 7  | −2 | Quartas de final |
| 3   | Mali     | 1   | 3 | 0 | 1 | 2 | 1  | 3  | −2 |                  |
| 4   | Israel   | 1   | 3 | 0 | 1 | 2 | 3  | 6  | −3 |                  |

| 24 de julho | Japão                                         | 5 – 0     | Paraguai | Stade de Bordeaux, Bordeaux                    |
| 19:00       | Mito 18', 63' · Yamamoto 69' · Fujio 81', 87' | Relatório |          | Público: 14 000 Árbitro: FRA François Letexier |

| 27 de julho | Israel                     | 2 – 4     | Paraguai                                              | Parc des Princes, Paris                   |
| 19:00       | Gandelman 53' · Gloukh 80' | Relatório | M. Fernández 25', 90+6' · Enciso 69' · Balbuena 90+3' | Público: 28 887 Árbitro: CAN Drew Fischer |

| 30 de julho | Paraguai        | 1 – 0     | Mali | Parc des Princes, Paris                      |
| 21:00       | M. Fernández 5' | Relatório |      | Público: 35 736 Árbitro: UZB Ilgiz Tantashev |

Quartas de final
| 2 de agosto | Egito    | 1 – 1 (pro) | Paraguai     | Stade de Marseille, Marselha              |
| 19:00       | Adel 88' | Relatório   | D. Gómez 71' | Público: 23 753 Árbitro: SWE Glenn Nyberg |

|                                       |       | Penalidades                            |  |
| Koka Elneny El Debes Abdelmaguid Adel | 5 – 4 | D. Gómez Pérez Viera M. Gómez Balbuena |  |

### Golfe
Masculino
| Atleta           | Evento     | Rodada 1 | Rodada 2 | Rodada 3 | Rodada 4 | Total | Total | Total | Ref.   |
| Atleta           | Evento     | Total    | Total    | Total    | Total    | Total | Par   | Pos.  | Ref.   |
| ---------------- | ---------- | -------- | -------- | -------- | -------- | ----- | ----- | ----- | ------ |
| Fabrizio Zanotti | Individual | 70       | 69       | 71       | 71       | 281   | −3    | =33   | [ 13 ] |

### Judô
Feminino
| Atleta           | Evento    | Primeira fase        | Oitavas              | Quartas                 | Semifinais           | Repescagem                 | Final / DB           | Final / DB | Ref.   |
| Atleta           | Evento    | Adversário Resultado | Adversário Resultado | Adversário Resultado    | Adversário Resultado | Adversário Resultado       | Adversário Resultado | Pos.       | Ref.   |
| ---------------- | --------- | -------------------- | -------------------- | ----------------------- | -------------------- | -------------------------- | -------------------- | ---------- | ------ |
| Gabriela Narváez | Até 48 kg | GAB V Aymard V 11–00 | POR C Costa V 10–00  | MGL B Bavuudorj D 00–10 | —                    | AZE A Abuzhakynova D 00–10 | Não avançou          | =5         | [ 14 ] |

### Natação
Masculino
| Atleta        | Evento       | Eliminatórias | Eliminatórias | Semifinal   | Semifinal   | Final       | Final       | Ref.   |
| Atleta        | Evento       | Tempo         | Pos.          | Tempo       | Pos.        | Tempo       | Pos.        | Ref.   |
| ------------- | ------------ | ------------- | ------------- | ----------- | ----------- | ----------- | ----------- | ------ |
| Matheo Mateos | 200 m medley | 2:03.45       | 20            | Não avançou | Não avançou | Não avançou | Não avançou | [ 15 ] |

Feminino
| Atleta       | Evento          | Eliminatórias | Eliminatórias | Semifinal   | Semifinal   | Final       | Final       | Ref.   |
| Atleta       | Evento          | Tempo         | Pos.          | Tempo       | Pos.        | Tempo       | Pos.        | Ref.   |
| ------------ | --------------- | ------------- | ------------- | ----------- | ----------- | ----------- | ----------- | ------ |
| Luana Alonso | 100 m borboleta | 1.03.09       | 29            | Não avançou | Não avançou | Não avançou | Não avançou | [ 16 ] |

### Remo
Masculino
| Atleta         | Evento        | Baterias | Baterias | Repescagem | Repescagem | Quartas | Quartas | Semifinais | Semifinais | Final   | Final | Ref.   |
| Atleta         | Evento        | Tempo    | Pos.     | Tempo      | Pos.       | Tempo   | Pos.    | Tempo      | Pos.       | Tempo   | Pos.  | Ref.   |
| -------------- | ------------- | -------- | -------- | ---------- | ---------- | ------- | ------- | ---------- | ---------- | ------- | ----- | ------ |
| Javier Insfrán | Skiff simples | 7:14.14  | 5 R      | 7:08.29    | 2 QF       | 7:31.50 | 6 SC/D  | 7:00.93    | 3 FC       | 6:50.48 | 17    | [ 17 ] |

Feminino
| Atleta           | Evento        | Baterias | Baterias | Repescagem | Repescagem | Quartas | Quartas | Semifinais | Semifinais | Final   | Final | Ref.   |
| Atleta           | Evento        | Tempo    | Pos.     | Tempo      | Pos.       | Tempo   | Pos.    | Tempo      | Pos.       | Tempo   | Pos.  | Ref.   |
| ---------------- | ------------- | -------- | -------- | ---------- | ---------- | ------- | ------- | ---------- | ---------- | ------- | ----- | ------ |
| Alejandra Alonso | Skiff simples | 7:52.44  | 4 R      | 7:57.14    | 1 QF       | 7:47.40 | 4 SC/D  | 7:56.50    | 4 FD       | 7:42.09 | 19    | [ 18 ] |

Legenda: FA = Final A (disputa de medalha); FB = Final B (sem disputa de medalha); FC = Final C (sem disputa de medalha); FD = Final D (sem disputa de medalha); FE = Final E (sem disputa de medalha); FF = Final F (sem disputa de medalha); SA/B = Semifinais A/B; SC/D = Semifinais C/D; SE/F = Semifinais E/F; QF = Quartas; R = Repescagem

### Voleibol de praia
| Atletas                            | Evento   | Fase de grupos                                    | Fase de grupos                               | Fase de grupos                                     | Fase de grupos | Oitavas              | Quartas              | Semifinal            | Final / DB           | Final / DB  | Ref.          |
| Atletas                            | Evento   | Adversário Resultado                              | Adversário Resultado                         | Adversário Resultado                               | Pos.           | Adversário Resultado | Adversário Resultado | Adversário Resultado | Adversário Resultado | Pos.        | Ref.          |
| ---------------------------------- | -------- | ------------------------------------------------- | -------------------------------------------- | -------------------------------------------------- | -------------- | -------------------- | -------------------- | -------------------- | -------------------- | ----------- | ------------- |
| Giuliana Poletti Michelle Valiente | Feminino | CAN M Humana-Paredes / B Wilkerson D 16–21, 12–21 | LAT T Graudiņa / A Kravčenoka D 19–21, 15–21 | SUI E Böbner / Z Vergé-Dépré D 21–23, 21–18, 12–15 | 4              | Não avançou          | Não avançou          | Não avançou          | Não avançou          | Não avançou | [ 19 ] [ 20 ] |